# 艾尔肯·阿布甫泰肯
艾尔肯·阿布甫泰肯 （維吾爾語：ئەركىن ئالپتەكىن‎， ，1939年7月4日—），生于喀什地区英吉沙县，维吾尔族政治家、新疆独立运动的活动家艾沙·玉素甫·阿布甫泰肯长子，1949年隨父親逃離中國至印度克什米尔邦，後輾轉至土耳其。亦是非聯合國會員國家及民族組織（UNPO）的創立人之一，及擔任UNPO（1999年 - 2003年）的總秘書長。曾任第一屆世界維吾爾代表大會主席（2004年4月至2006年11月）。